# Labeobarbus brevicephalus
Labeobarbus brevicephalus är en fiskart som först beskrevs av Nagelkerke och Sibbing, 1997.  Labeobarbus brevicephalus ingår i släktet Labeobarbus och familjen karpfiskar. Inga underarter finns listade i Catalogue of Life.